# Acilius duvergeri
Acilius duvergeri је инсект из реда тврдокрилаца (Coleoptera) и породице гњураца (Dytiscidae).

## Распрострањење
Ареал врсте покрива средњи број држава. Врста има станиште у Шпанији, Италији, Алжиру, Мароку и Португалу.

## Станиште
Станиште врсте су слатководна подручја. 

## Угроженост
Ова врста се сматра рањивом у погледу угрожености врсте од изумирања.